# Bebo Valdés
Bebo Valdés, född Dionisio Ramón Emilio Valdés Amaro 9 oktober 1918 i Quivicán i Kuba, död 22 mars 2013 i Stockholm i Sverige, var en kubansk-svensk pianist, musikarrangör och kapellmästare.

## Uppväxt
Ramon "Bebo" Valdés var äldste sonen i en fattig familj med sju barn, där fadern arbetade på en cigarrfabrik, och växte upp i samhället Quivicàn 37 kilometer söder om Havanna. Han blev tidigt intresserad av musik och fick börja ta pianolektioner vid tolv års ålder för en väninna till modern. Familjen flyttade 1935 till Havanna, där han studerade klassisk musik på Conservatorio Municipal de La Habana till 1943.

## Karriär i Kuba
Lokal rumba, jazz från USA och så småningom mambo tog över Bebo Valdés intressen för musik.  Han gjorde sin debut som professionell musiker 1938 i orkestern Happy D’Ulacia.
Efter konservatoriet var han under fyra år pianist och arrangör på radiostationen Mil Diez. Han var också från 1943 medlem av Wilfredo Garcia-Curbelos swingband och från 1945 i trumpetaren Julio Cuevas guarachaband. År 1947 arbetade han fyra månader med Issa el Saiehs jazzband i Haiti, där han skrev musik för orkestern, spelade in album och fördjupade sin kontakt med afrikanska rytmer. År 1948 återvände han till Kuba och blev pianist på nattklubben Tropicana i Havanna 1948-57. Där ackompanjerade han bland andra Rita Montaner under många år. Han medverkade under 1940- och 1950-talen att utveckla mambo, vilken har sitt ursprung i den kubanska nationaldansen danzón. Han spelade för radiostationen RHC Cadena Azul, samarbetade med sångaren Benny Moré och lanserade 1952 den komplicerade musikstilen batanga med sju olika rytmer ovanpå varandra. Den blev populär under en tid, men var för svår att spela och dansa för att slå igenom permanent.
Han hade under 1950-talet ett eget musikförlag, kvartett och storbandet Sabor de Cuba.

## Lugna år i Sverige
Efter revolutionen på Kuba 1959 stängdes många nöjesetablissemang och därmed speltillfällen. Bebo Valdés vägrade att gå med i socialistpartiet och valde att i oktober 1960 gå i exil och aldrig återvända. Han var först i Mexico och sedan i Spanien, där han blev medlem i Lecuona Cuban Boys. Bandet turnerade i USA och Europa och han kom till Stockholm och dansrestauranten Tyrol på Gröna Lund i april 1963, kontrakterad för två veckor i en första omgång av Gröna Lunds artistchef Ove Hahn. I juni samma år mötte han 18-åriga Rose-Marie Pehrson på Tyrol, som han gifte sig med i december 1963. "Det var som om blixten slagit ner i mig. Om du möter en kvinna och om du önskar att förändra ditt liv, måste du välja mellan kärleken och konsten.". Bebo Valdés valde att stanna i Sverige, där han bildade ny familj och ordnade en mager försörjning under flera decennier som pianist på hotell, restauranger och finlandsfärjor.

## Ny karriär som världsstjärna
Med världsmusiken och Buena Vista Social Club på 1990-talet ökade intresset kraftigt för kubansk musik. Bebo Valdés gjorde comeback med jazzskivan Bebo rides again 1994 i samarbete med saxofonisten Paquito D'Rivera. År 1996 gjorde han sin konsertdebut i USA, 78 år gammal. Bebo Valdés har erhållit nio Grammy Awards, varav två för El arte del sabor 2001 och  2002, en för Lagrimas Negras och två 2006 för Bebo de Cuba. Lagrimas Negras var ett samarbete med Diego el Cigala, ett av Spaniens absoluta toppnamn inom flamenco-musiken, och var en fusion av kubansk musik och flamenco. År november 1995 spelade han åter med sonen och pianisten Chucho Valdés på en konsert i San Francico med dennes band Irakere. Han skrev kompositionen Suite Cubana, som han framförde på Lincoln Center i New York. Bland konserter i Europa gjorde han en på Olympia i Paris 2004 och - sin enda - konsert i Sverige på Konserthuset i Stockholm 2005. År 2008 gjorde han sin sista skivinspelning, för det 2009 utgivna albumet Juntos Para Siempre med sonen Chucho, efter många års separation.
År 2007 lämnade han Sverige, där han bott i Brandbergen i Haninge söder om Stockholm sedan 1964, för att flytta till Benalmádena i Spanien. Han återvände till Stockholm strax före sin död i början av 2013. Valdés är begravd på Skogskyrkogården.

## Familj
Bebo Valdés hade i Kuba bildat familj, men inte gift sig, med pianoläraren och sångerskan Pilar Rodríguez. och hade med henne äldste sonen Chucho Valdés, soulsångerskan Mayra Caridad Valdés, pianoläraren Miriam, Raúl och Ramón. År 1963 gifte han sig med Rose-Marie Pehrson (1944-2012). Paret har två söner,  Raymond Valdés (född 1965) och slagverkaren Rickard Valdés (född 1968) i timbabandet Calle Real.

## Diskografi i urval
- 1940-talet Rareza del siglo

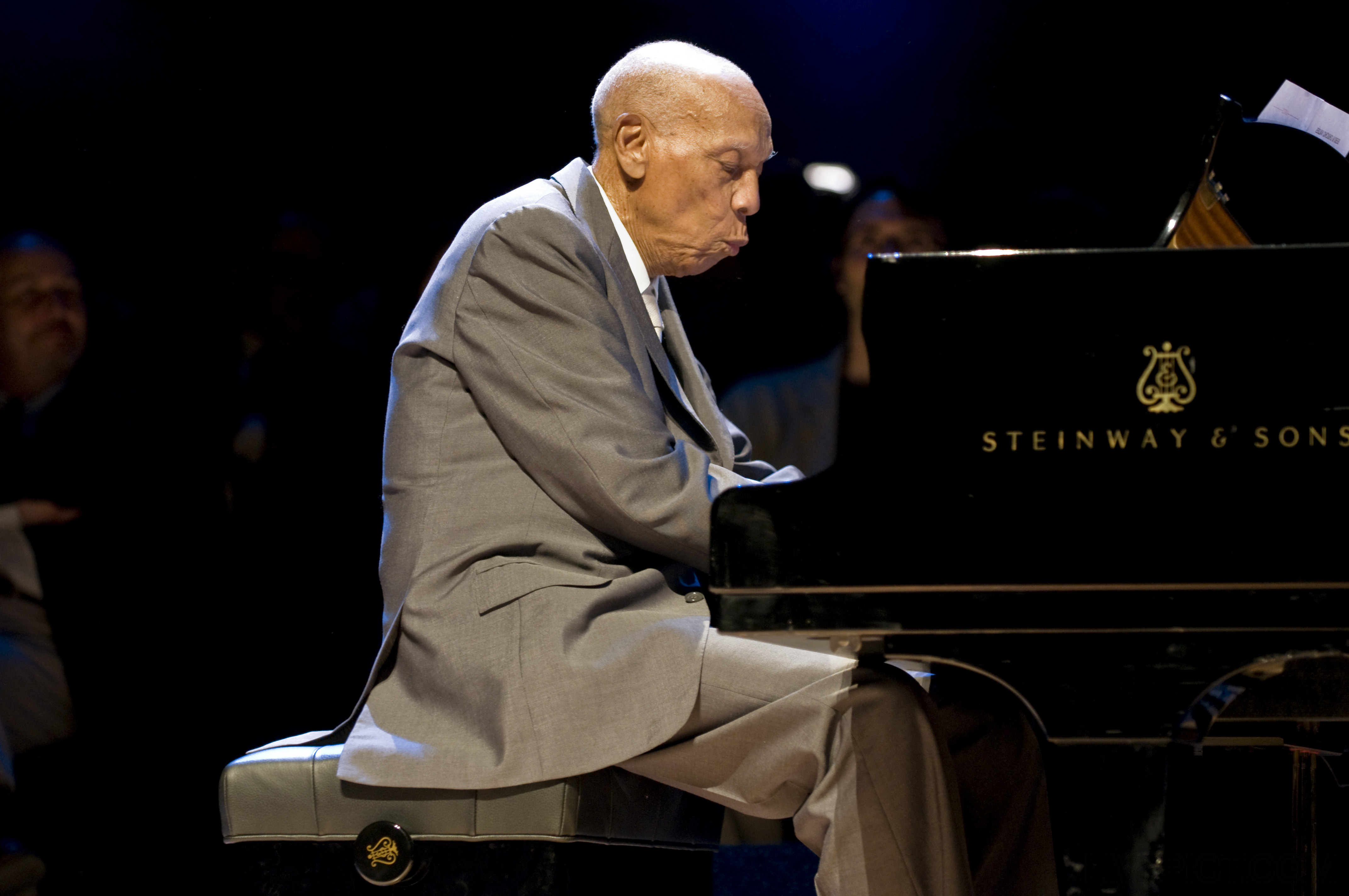
Bebo Valdés vid pianot.

- 1952 Con poco coco, den första kubanska inspelningen av en jam session[17] (i Kuba kallad descarga[18])
- 1955 Mambo Caliente, Mambo Riff
- 1958 Cole Espagñol
- 1992 Todo ritmo , arkivmaterial
- 1994 Bebo rides again, Messidor Records, med saxofonisten Paquito D'Rivera
- 1998 Recuerdas de Habana
- 1955 Mucho sabór
- 2001 El Arte del Sabor
- 2003 Lágrimas negras, med flamencosångaren Diego el Cigala
- 2004 We Could Make Such Beautiful Music Together, med Federico Britos
- 2004  Descarga caliente, med Havana All Stars, arkivmaterial
- 2005 Bebo de Cuba
- 2005 Live at the Village Vanguard, med Javier Colina
- 2007 Sabor de Cuba
- 2007 Bebo and Cachao, med Cachao López
- 2008 Bebo
- 2009 (sista skivan): Bebo y Chucho Valdés: Juntos para siempre

## Filmografi i urval
- 2000 Calle 54, dokumentärfilm om latinsk jazz av Fernando Trueba
- 2004 Blanco y negro: Bebo y Cigala en vivo, konsertfilm i av Fernando Trueba
- 2006 El milagro de Candeal, dokumentärfilm med av Fernando Trueba
- 2008 Old man Bebo, dokumentärfilm av Carlos Carcas
- 2011 Chico y Rita, animerad film löst modellerad på Bebo Valdés liv, nominerad för en Oscar 2012